# Arlette Leroi-Gourhan
Arlette Leroi-Gourhan (nacida como Arlette Royer, 9 de enero de 1913, París - 25 de abril de 2005, Vermenton) fue una arqueóloga francesa que inició el uso de la palinología como parte de los estudios arqueológicos participando en varias excavaciones. Fue nombrada presidenta de la Sociedad de Prehistoria Francesa, a raíz de su trabajo en el Centro Nacional de Investigaciones Científicas. Dos de sus trabajos más famosos fueron el descubrimiento del «Entierro Floral» de la tumba de Shanidar IV y los análisis de la momia de Ramses II. Contribuyó en los estudios polínicos de varias cuevas de la cornisa cantábrica como El Pendo y Tito Bustillo entre otras.

## Biografía
Leroi-Gourhan nació como Arlette Royer el 9 de enero de 1913 en París, en el seno de una familia de industriales acomodados. Lo que le permitió durante su niñez practicar danza, música y diferentes deportes, viajando por toda Europa y Norte de África. Estudió en École du Louvre, y más tarde en L'Ecole des Hautes Etudes en Sciences Sociales (EHESS). En el que conoció a André Leroi-Gourhan. Arlette y André se casaron en 1936 y viajaron a Japón al año siguiente cuando André obtuvo una beca de investigación de dos años del Gobierno de Japón. Durante los primeros años de matrimonio Arlette se dedicó a la educación de sus cuatro hijos y ayudaba a su marido en el trabajo administrativo. Fue a partir de 1954 cuando Arlette comienza a trabajar personalmente en investigación, especializándose en el estudio de la palinología en las cuevas prehistóricas, un campo de estudio poco desarrollado en aquel entonces y en el que ella fue precursora.

## Carrera
Leroi-Gourhan se especializó en la paleobotánica un área de estudio que no existía en aquella época. Escribió unos 180 artículos entre 1956 y 2002, de los cuales unos 35 fueron escritos en colaboración con otros científicos, entre los que se encuentra el prehistoriador español Joaquín González Echegaray. Comenzó su carrera en el laboratorio del Musée de l'Homme analizando muestras de polen. Su marido dirigía el departamento del Centro Nacional de la Investigación Científica (CNRS) por lo que pidió a Arlette que no tratara de obtener un puesto en dicho centro para evitar que pareciera nepotismo. Por ese motivo trabajó como «directora sin posición» en el CNRS. En 1971 Arlette fue elegida presidenta de la Sociedad Prehistórica Francesa (SPF). Durante su matrimonio Arlette y André solo publicaron un artículo juntos, sin embargo en 1986 después de la muerte de su marido Arlette publicó un artículo con los datos y el trabajo realizado por su marido durante su estancia en Japón en 1938.